# Petidin

Den kemiska strukturformeln för petidin.

Petidin, även kallat meperidin, summaformel C15H21NO2, är ett kraftigt smärtstillande medel som tillhör gruppen opioider. Det används i samband med svåra till mycket svåra smärttillstånd. Varunamn i Sverige för ämnet är Petidin. I vissa delar av världen marknadsförs petidin som Demerol, och tillhandahålls då även i form av tabletter. 
I Sverige tillhandahålls peditin endast som injektionsvätska, ej som till exempel tabletter eller stolpiller.
Injektioner med petidin ges bara av kvalificerad personal på sjukhus där det bland annat används postoperativt efter omfattande kirurgiska ingrepp. Användningen av petidin som smärtstillande medel har minskat betydligt till förmån för andra säkrare läkemedel, såsom morfin eller ketobemidon. Efter kirurgiska ingrepp under generell anestesi uppstår ibland en kraftig huttringsreaktion ("shivering"), sannolikt på grund av nedkylning under operationen. Detta är mycket obehagligt för den som drabbas. Petidin i låg dos har ofta god effekt mot detta, troligen på grund av vidgning av perifera blodkärl. 
Petidin syntetiserades av tyska kemister på 1930-talet på jakt efter substitut till atropin. Under djurförsök upptäcktes den smärtstillande effekten. Det är en av få opioider som inte drar samman pupillerna. Petidin har mindre tendens att orsaka förstoppning än morfin.
Petidin bör inte användas under längre perioder, då det ackumuleras skadliga mängder av en av metaboliterna, norpetidin.
Substansen är narkotikaklassad och ingår i förteckningen N I i 1961 års allmänna narkotikakonvention, samt i förteckning II i Sverige.